# Megachile recisa
Megachile recisa är en biart som beskrevs av Cockerell 1913. Megachile recisa ingår i släktet tapetserarbin, och familjen buksamlarbin. Inga underarter finns listade i Catalogue of Life.